# Chromatomyia castillejae
Chromatomyia castillejae är en tvåvingeart som beskrevs av Spencer 1973. Chromatomyia castillejae ingår i släktet Chromatomyia och familjen minerarflugor. Inga underarter finns listade i Catalogue of Life.